# Кёнигсбергский договор (1390)
Кёнигсбергский догово́р 1390 года — соглашение между Витовтом и представителями Жемайтии с одной стороны и Тевтонским орденом с другой, заключённое в Кёнигсбергском замке 26 мая 1390 года во время гражданской войны в Великом княжестве Литовском 1389—1392 годов.

## Условия и заключение
26 мая 1390 года в Кёнигсбергский замок прибыла делегация из 30-ти знатных жемайтов представлявших семь Жемайтских земель: Медники, Кальтенен, Кнетов, Кроже, Видукельн, Росиен и Эйрагола. Делегация была уполномочена всеобщим собранием Жемайтии заключить военный и торговый союз с Тевтонским орденом, представителем которого являлся великий маршал Энгельхард Рабе.
Каждой стороной было написано по документу.
Жемайты в своём акте декларировала право свободной торговли жемайтских купцов в трёх городах на территории Тевтонского ордена, а купцов из Пруссии — в Жемайтии, определяла порядок рассмотрения споров между жемайтами и жителями Пруссии, брала на себя обязательства во время пребывания в землях Ордена соблюдать и поддерживать правопорядок, а также помогать крестоносцам против их врагов, признавая Князя Витовта своим королём.
Тевтонский орден в ответном акте подтверждал принятие условий заключённого с жемайтами договора.

## Текст договора
Первый документ Кёнигсбергского договора, написанный от имени представителей Жемайтии, имел следующее содержание (перевод Р.Гагуа):
«Пускай все знают, что нижеперечисленное собрание земли Жемайтской, а именно: Майсебут, Дирстел, Рукунде сын Явши, проживающие в земле Медники; Сквайбут, Эймундт, Тилен, Давкс, Рагель, Скутц, поселившиеся в земле Кальтенен; Зильпе, Пампли из земли Кнетов; Эйнур, его брат Эйвильдт, Виде, Гетц, Эйбут, Рамавит из земли Кроже; Бирмундт, Сугайло, Гелвен, Швитен из земли Видукельн; Завден, Клаусегайло, Хостейко из земли Росиен; Сунде, Вилавде, Эрим, Гинайт, Йодеке, Драмуте из земли Эйрагола; с великим маршалом и господами из Пруссии заключили следующий договор от имени всех земель Жемайтии:
Обязуемся помогать королю Витовту и Великому маршалу и господам прусским [в борьбе] против всех их врагов.
Люди из Пруссии по условиям мира могут свободно приезжать в Жемайтию и торговать там. Нам же позволено свободно торговать в Георгиенбурге, Рагнете и Мемеле.
Если же по дороге заедем в какой-либо замок, то как мы местных жителей обижать не будем, так и они нам вреда не причинят. Если кто-нибудь из врагов нападет на них, то мы придем к ним на помощь. Они же в подобном случае помогут нашим жемайтам.
В случае же недоразумений, драк, краж, ссор между ними и нами судить их будет великий маршал из земли прусской с четырьмя дворянами, которые управляют землями, где это случилось, и, соответственно, также поступать будет Витовт с четырьмя нобилями из земель Жемайтии. Обе стороны будут высказываться в свою защиту и доказывать свою правоту, и никому не позволено будет быть схваченным без права высказаться [в свою защиту].
Так наше собрание постановило предписать и твердо того придерживаться. И сверх к написанному, поскольку нами правит наш король Витовт, просим, чтобы господина печатью сие было скреплено, поскольку мы своей собственной печати не имеем.
Дано в замке Кёнигсберг в год нашего Господа [тысяча] триста и девяностый в четверг после Троицы».

## Последствия
Подписание договора позволило Витовту использовать военное отряды из Жемайтии в борьбе против Скиргайло и его союзников. Уже через несколько месяцев жемайты приняли участие в походе Витовта и Энгельсхарда Рабе на столицу Великого княжества Литовского Вильно.